# Verrallina atriisimilis
Verrallina atriisimilis är en tvåvingeart som först beskrevs av Tanka och Mizusawa 1973.  Verrallina atriisimilis ingår i släktet Verrallina och familjen stickmyggor. Inga underarter finns listade i Catalogue of Life.